# Żyleta (film)
Żyleta (ang. Barb Wire) – film z 1996 roku oparty na serii komiksowej Barb Wire, w reżyserii Davida Hogana. Jego gwiazdą jest Pamela Anderson, która w tym czasie była już sławna dzięki serialowi Słoneczny patrol i próbowała wkroczyć do świata filmów fabularnych.
Film otrzymał Złote Maliny w kilku kategoriach w 1996 roku

## Opis fabuły
Akcja filmu toczy się w niedalekiej przyszłości, w której amerykański Kongres uzyskał władzę absolutną i w 2019 roku zapanowała dyktatura, poddająca surowym represjom "antyobywateli". Żyleta, właścicielka baru znajdującego się w Steel Harbor, ostatnim wolnym terytorium w Stanach Zjednoczonych, jest najemniczką, sprzedającą swoje usługi temu, kto da więcej. Walczyła w szeregach ruchu oporu podczas drugiej wojny domowej, potem porzuciła wojaczkę, by prowadzić lukratywny interes, razem z bratem, ślepym od czasu wojny. Pomaga pewnemu biologowi wymknąć się z terenów kontrolowanych przez zwolenników Kongresu, z pomocą jednego z dawnych towarzyszy broni.

## Obsada
- Pamela Anderson – Żyleta/Barbara Kopetski
- Temuera Morrison – Axel Hood
- Victoria Rowell – Cora D/Corrina Devonshire
- Jack Noseworthy – Charlie Kopetski
- Xander Berkeley – Alexander Willis
- Udo Kier – Curly
- Andre Rosey Brown – Big Fatso
- Clint Howard – Schmitz
- Jennifer Banko – Spike
- Steve Railsback – pułkownik Pryzer
- Ken Forsgren
- Miles Dougal
- Amir Aboulela – Patron
- Adriana Alexander – Redhead
- David Andriole – Goon
- Marshall Manesh – szejk